# Pico Basilé
Le pico Basilé, d'abord connu sous le nom de pico de Santa Isabel, est le point culminant de la Guinée équatoriale avec une altitude de 3 007 m et l'un des sommets ultraproéminents d'Afrique. Il est situé sur l'île de Bioko, non loin de Malabo, la capitale, qui est établie sur son versant septentrional. Il se trouve au cœur d'une aire protégée, le parc national de Pico Basilé, créé en avril 2000.
Il s'agit d'un volcan bouclier qui fait partie de la chaîne volcanique de la ligne du Cameroun. Sa dernière éruption connue date de 1923.

## Histoire
L'île était habitée au milieu du premier millénaire av. J.-C. par des tribus bantoues venues du continent, qui formèrent le groupe ethnique des Bubi. Contrairement à d'autres îles de la région, Bioko avait une population africaine indigène. Les Bubi parlent une langue bantoue. L'île a probablement été habitée par ce groupe ou d'autres groupes parlant des langues bantoues depuis avant le VIIe siècle av. J.-C. En 1472, le navigateur portugais Fernão do Pó fut le premier Européen à apercevoir l'île alors qu'il cherchait une route vers l'Inde.
La première ascension par un étranger a été réalisée par un commandant anglais en 1827-1828, peu après l'arrivée de l'expédition du capitaine Owen. La première ascension officielle date de 1839, conduite par le Britannique John Beecroft (1790-1854), qui sera par la suite nommé gouverneur de Fernando Poo (ancien nom de l'île Bioko).